# Ołtarz

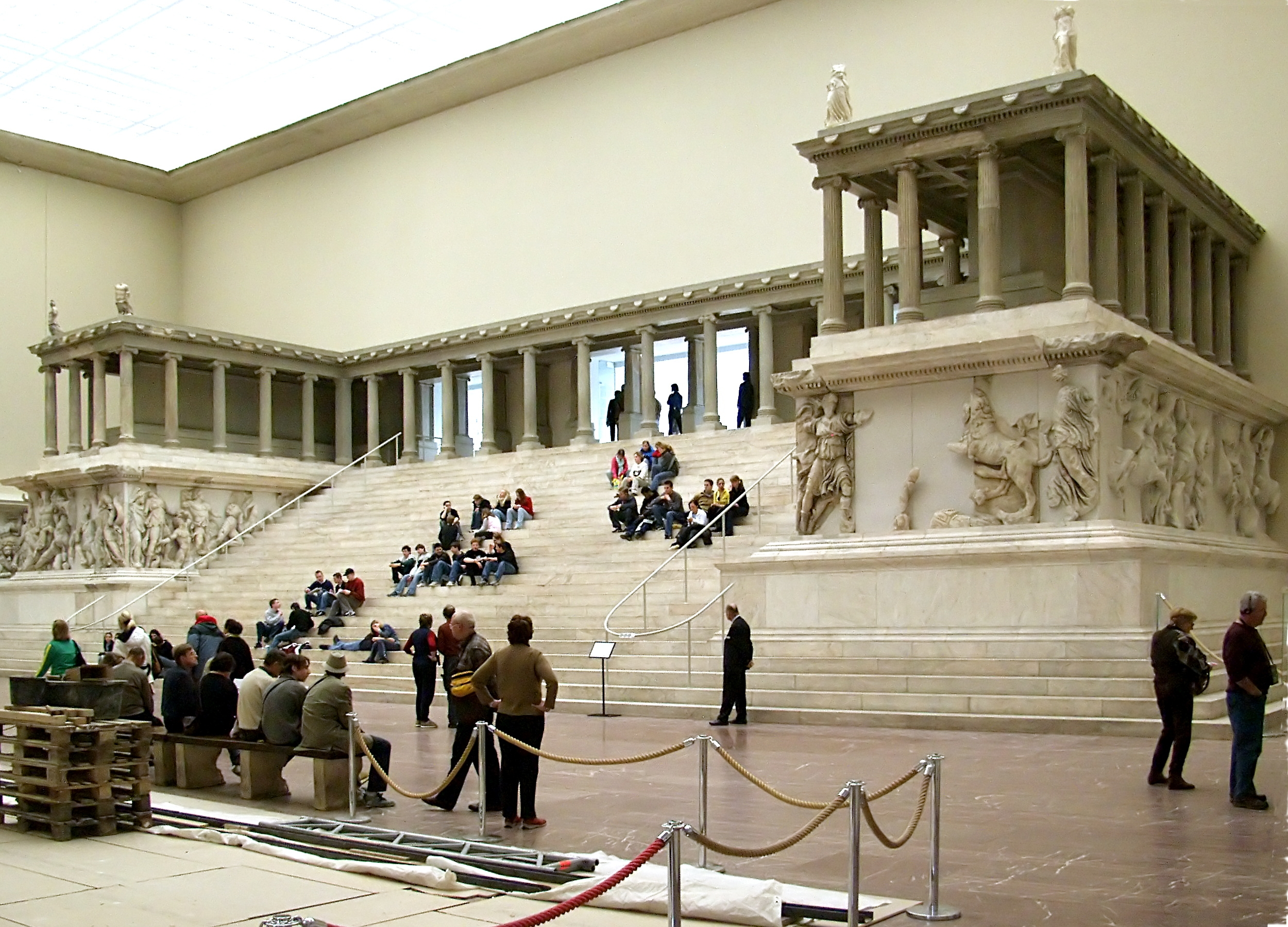
Wielki Ołtarz Zeusa z Pergamonu, ok. 180–160 p.n.e.

Ołtarz (łac. altare, altarium) – znane we wszystkich religiach miejsce składania ofiar.

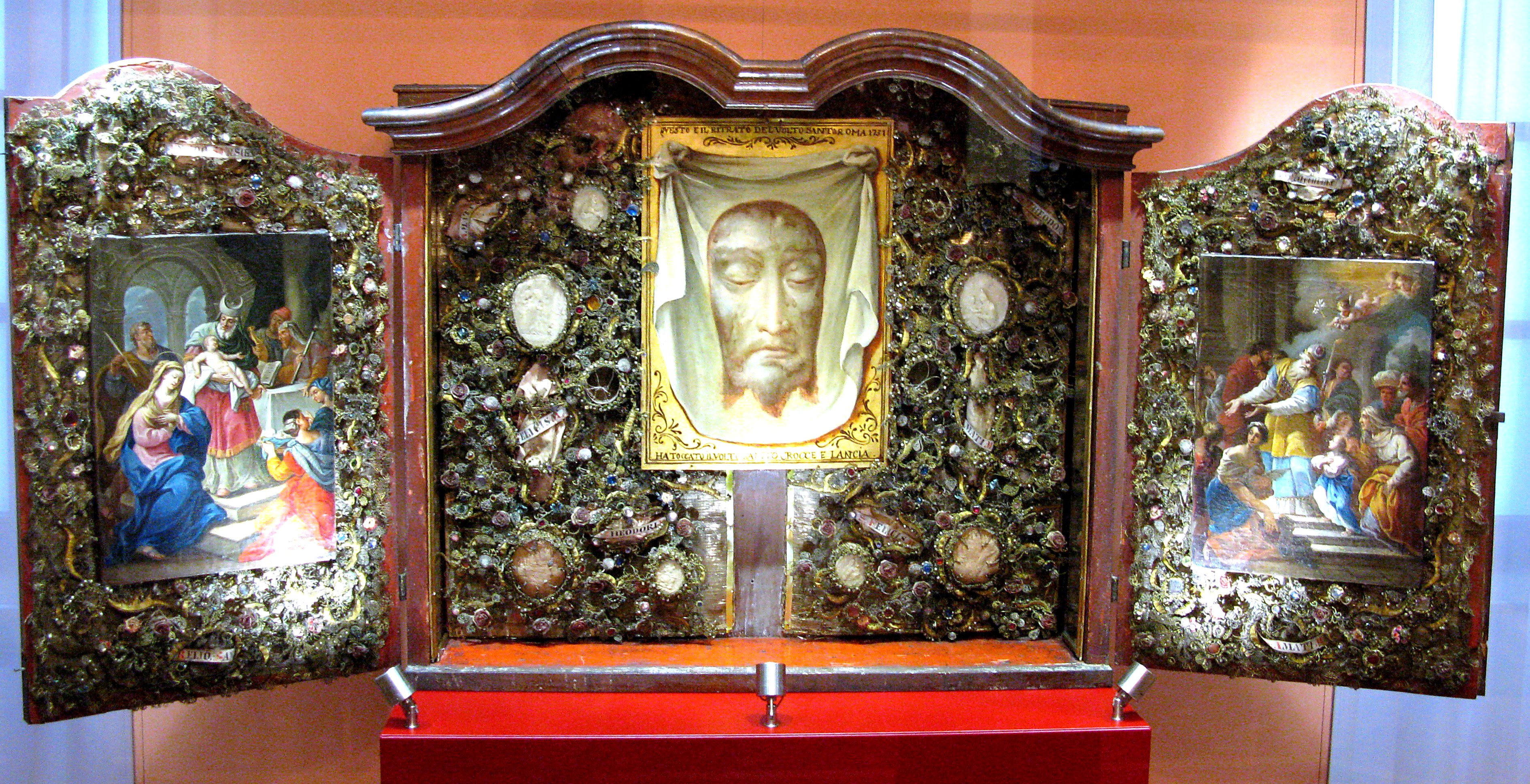
Ołtarz podróżny polskiego biskupa z XVIII wieku z relikwiami świętych

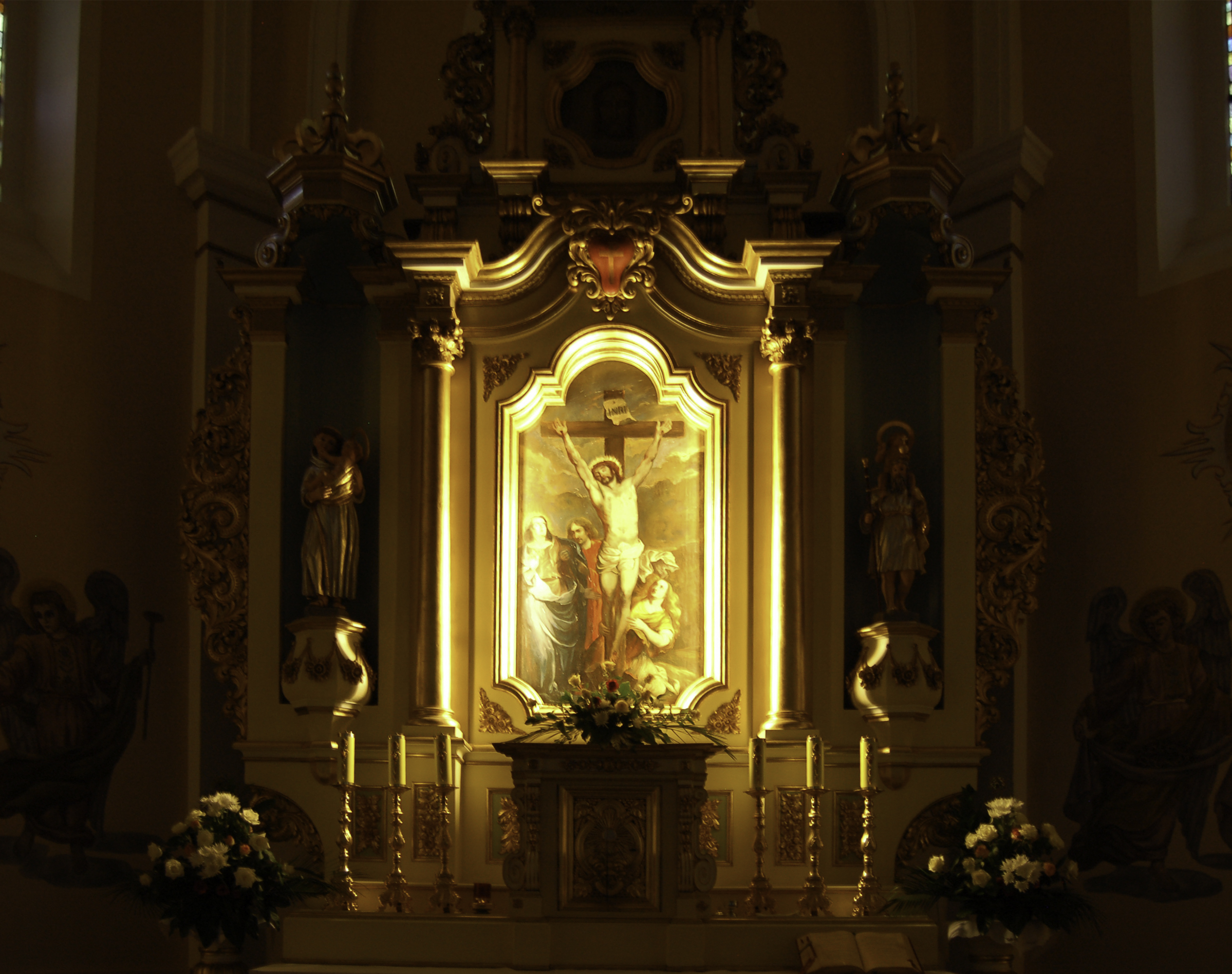
Ołtarz w kościele św. Krzyża w Rumi

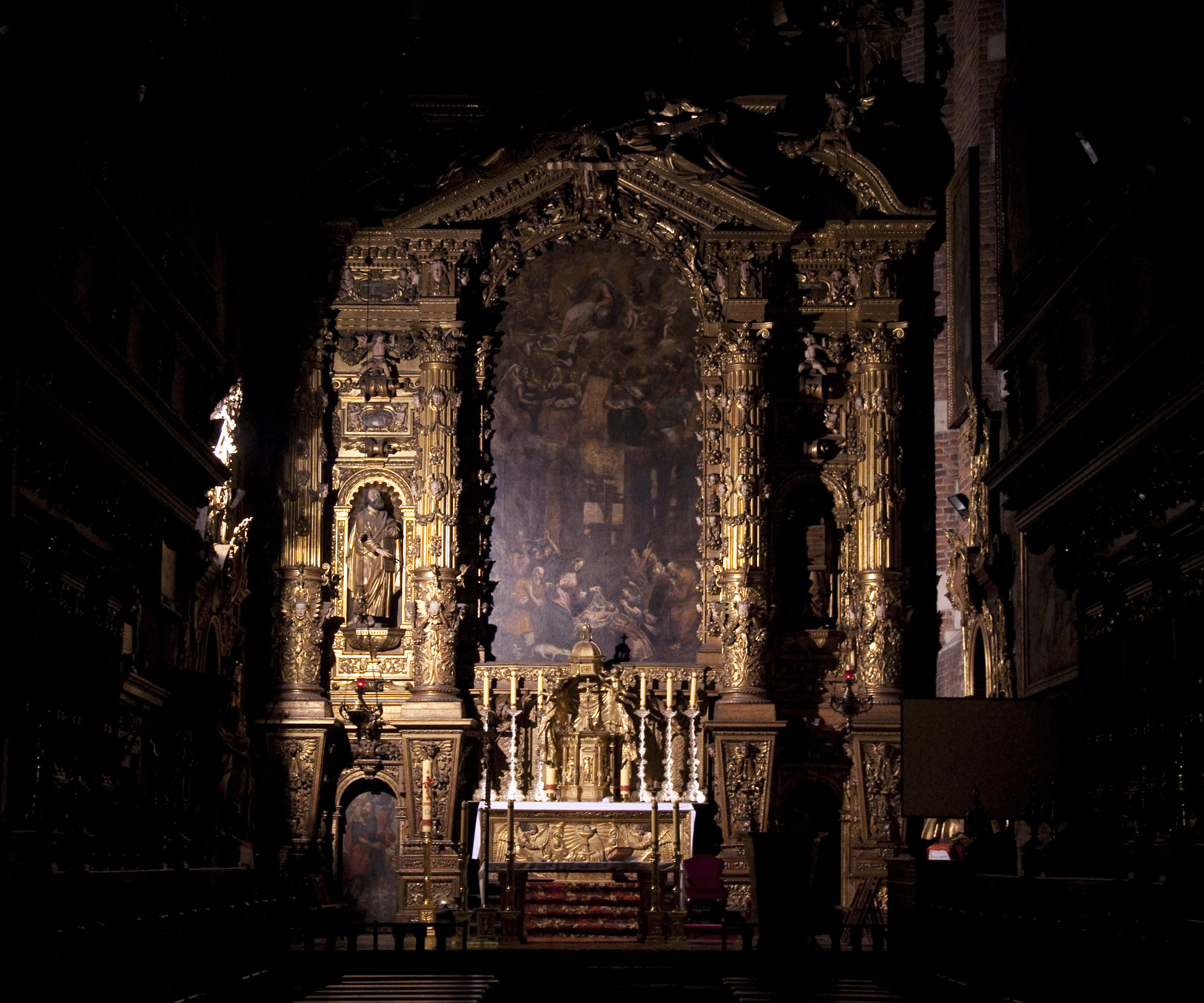
Manierystyczny ołtarz bazyliki Bożego Ciała w Krakowie z pierwszej połowy XVII wieku

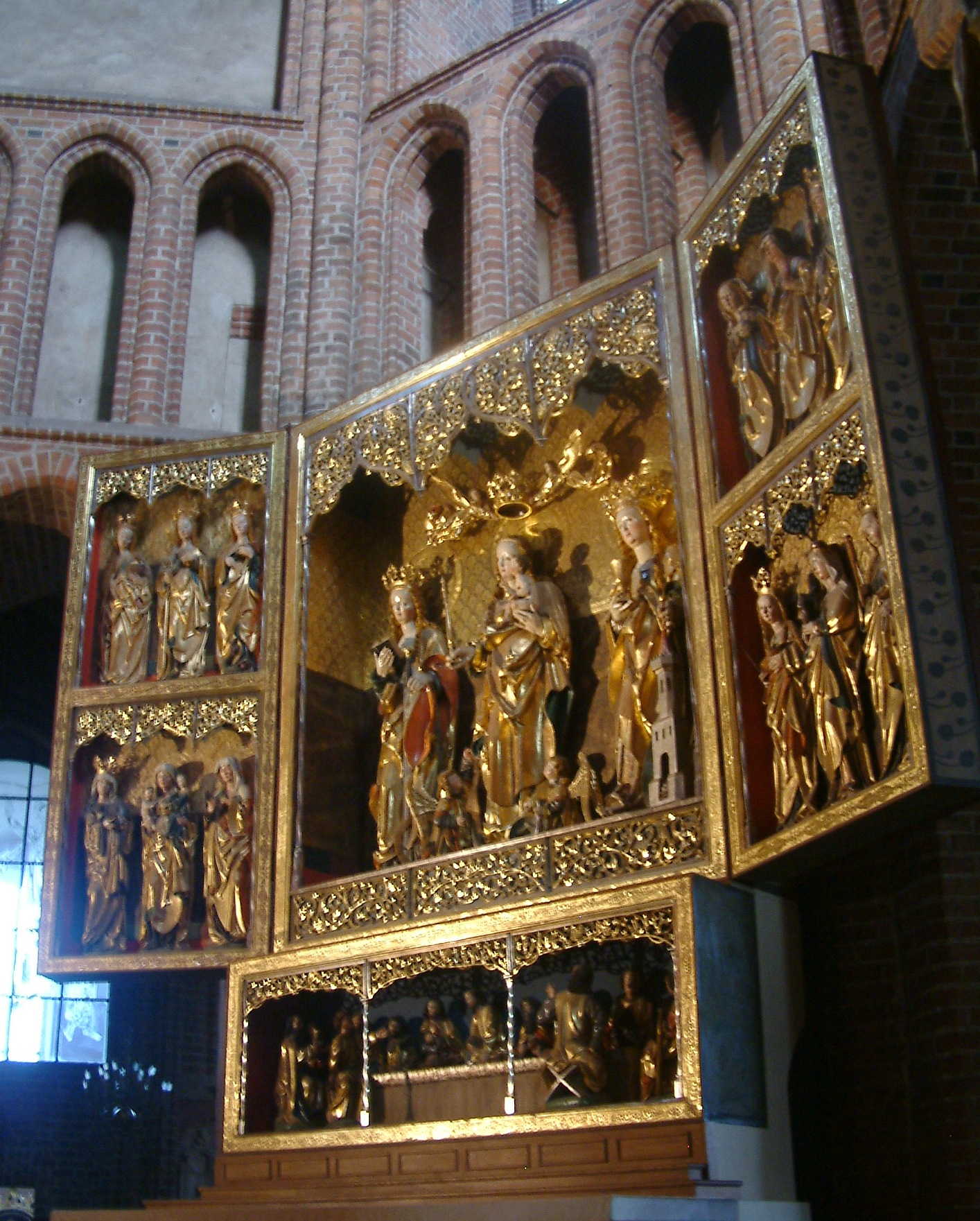
Ołtarz szafkowy w katedrze poznańskiej

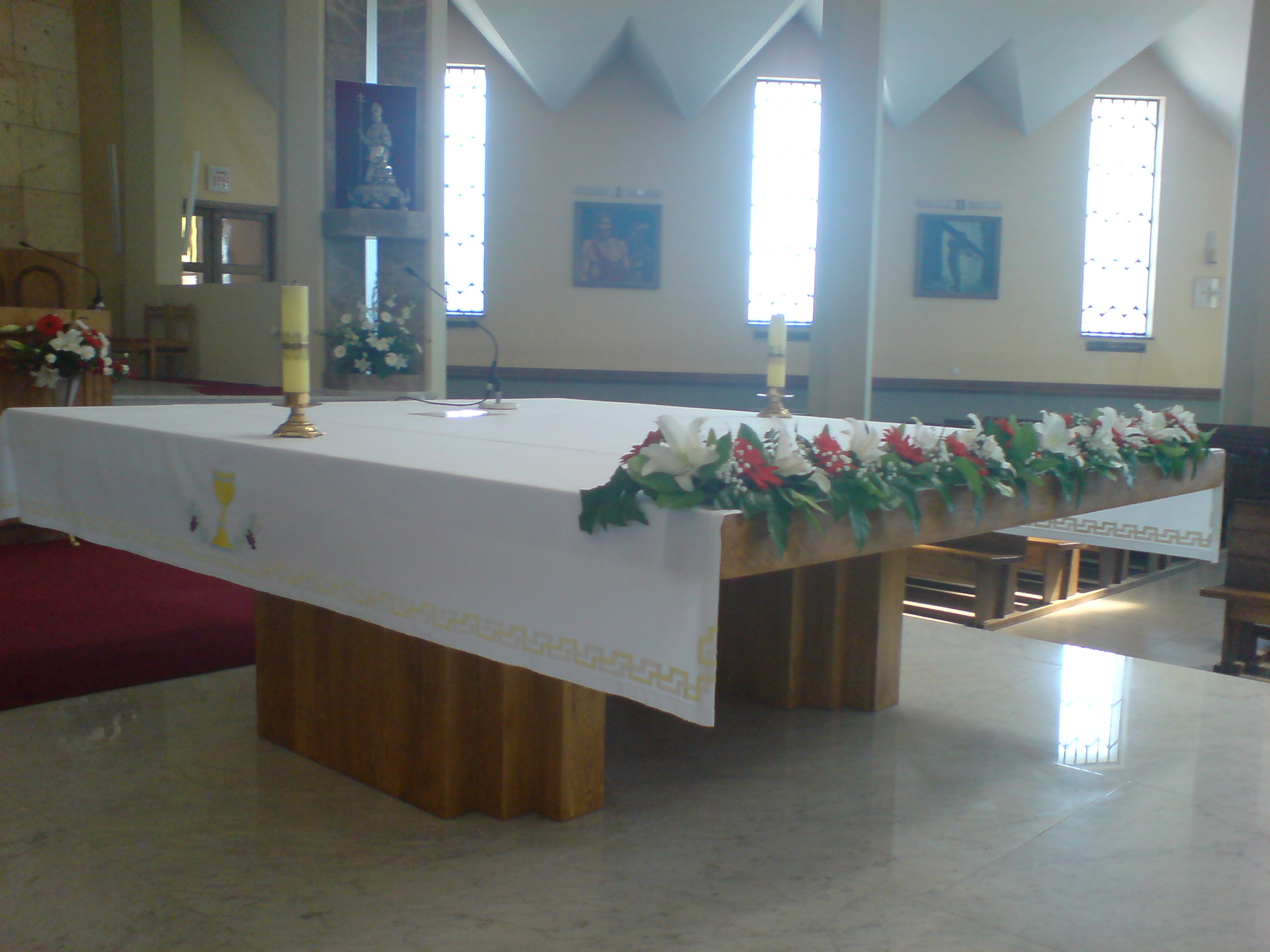
Duży ołtarz w parafii bł. Radzyma Gaudentego w Gnieźnie

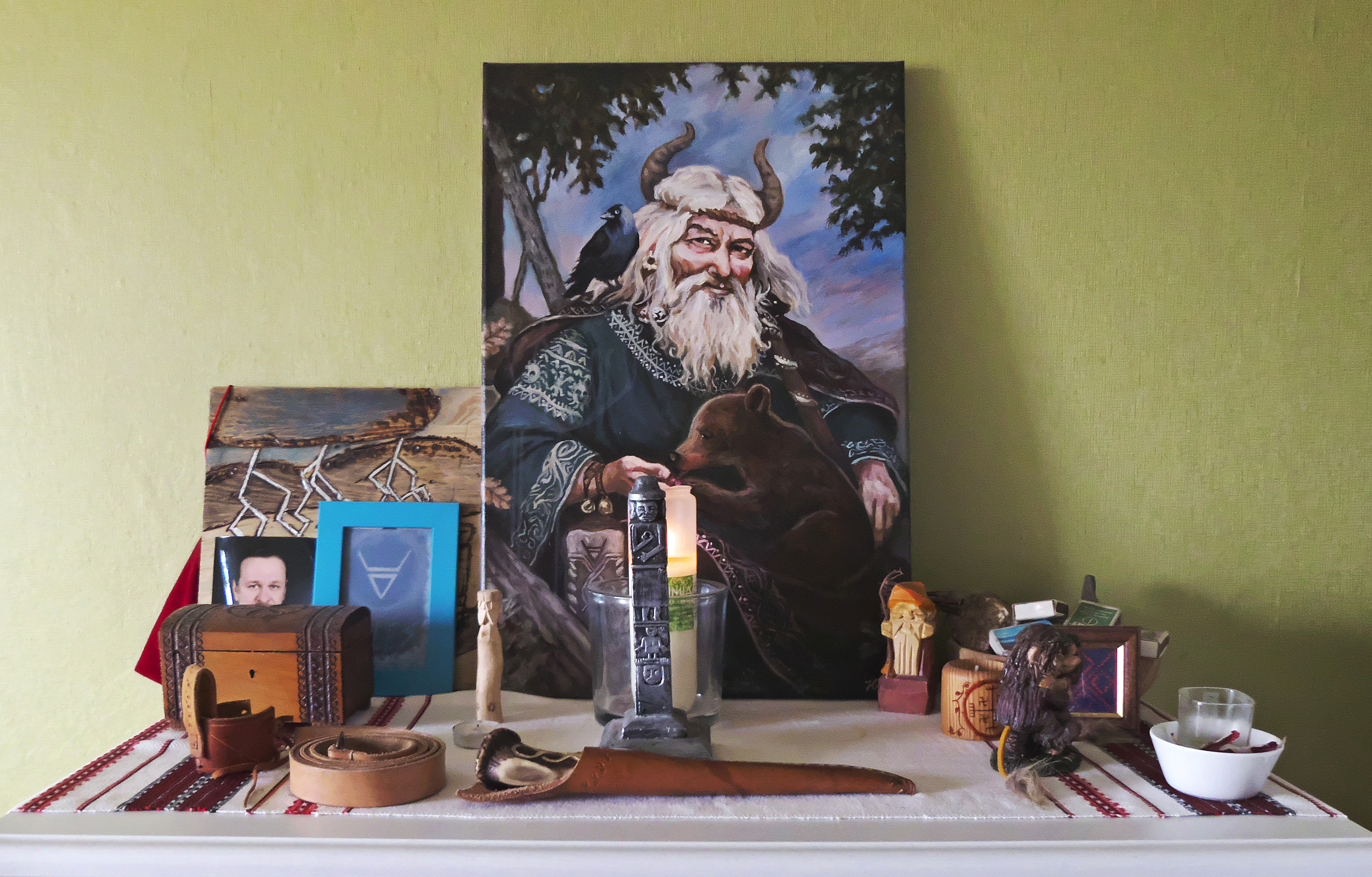
Rodzimowierczy ołtarzyk domowy

## W starożytności
Ołtarz pierwotnie znaczył miejsca przeżyć transcendentnych i wyrażania
aktów religijnych, w tym nierozerwalnie związanych ze składaniem ofiar przeznaczonych dla bóstw.
Pierwszymi naturalnymi miejscami dla składania ofiar i pojawiania się praform ołtarzy były góry i wzgórza, źródła życiodajnej wody lub wyjątkowe drzewa. Na wybór miejsca miały wpływ określone elementy, takie jak teofanie, inne znaki nadprzyrodzone lub doświadczane tam szczególne przeżycia człowieka. W miejscach tych składano ofiary – początkowo na powierzchni naturalnej skały, bloku skalnego lub na głazie czy nawet na naturalnych wzniesieniach. Były to formy ołtarzy naturalnych, nie powstałych skutkiem rozmyślnej działalności człowieka, lecz jedynie przy biernym wykorzystaniu elementów zastanego miejsca.
Z czasem zaczęto dostosowywać miejsca bezpośredniego składania ofiar poprzez przetaczanie głazów, układanie stosów kamieni, ręczne obrabianie skały bądź usypywanie z ziemi kopców i wzniesień, a wreszcie konstruowanie specjalnych platform. Pojawiają się różnorodne formy ołtarzy budowanych wraz z adaptacją otoczenia i tworzenia strefy sacrum (przeznaczonej do kultu). Przykładem takich miejsc są starożytne „wyżyny” zbliżające do nieba (por. Stary Testament) albo zigguraty przypominające schody wiodące do bogów. W ten sposób ołtarz stawał się jednym z elementów miejsca, które dziś możemy określać terminem sanktuarium, a które następnie rozwinięto do postaci świątyni.
Ołtarz w religiach starożytnych i współczesnych jest najczęściej uroczyście poddawany obrzędom poświęcenia lub konsekracji. Jest to akt potwierdzający jego uświęcenie, przeznaczenie go wyłącznie do kultu religijnego i dedykowanie bóstwu patronującemu.
Prócz roli funkcjonalnej związanej ze składaniem ofiary, ołtarz utożsamiany jest w religiach z samym bóstwem, które je zamieszkuje lub także wypełnia ołtarz, podobnie jak duch ciało. Stąd ołtarz można było zbezcześcić, tzn. nie tylko zniszczyć, lecz również pozbawić swoistej dla niego świętości oraz boskiej obecności.
Dlatego możemy wyróżnić następujące funkcje ołtarza:
- uobecnienie bóstwa lub siły boskiej;
- składanie ofiar;
- miejsce kultu.

## W religii chrześcijańskiej
Ołtarz jest miejscem sprawowania pamiątki Wieczerzy Pańskiej. W wielu z nich ofiara mszy świętej jest wydarzeniem tak doniosłym, że ołtarz jest najważniejszym miejscem w świątyni.

### Ołtarz w katolickiej tradycji łacińskiej
Pierwsze ołtarze chrześcijańskie miały postać stołu lub sarkofagu z relikwiami męczennika. Od IV w. zaczęto budować ozdobną oprawę w formie cyborium. Od czasów średniowiecza w Kościele rzymskokatolickim zachodziły następujące zmiany:
- w okresie romańskim – w kościołach budowano ołtarz główny w prezbiterium oraz ołtarze boczne w nawach bocznych i kaplicach.
- w XI w. ołtarze są dalej rozbudowywane, zdobione płaskorzeźbami, rzeźbami, obrazami. Pojawia się nastawa ołtarzowa (łac. retabulum) ustawiona w tylnej jego części albo na osobnej podbudowie.
- w okresie gotyku pojawiają się ołtarze szafkowe o różnych formach, np. tryptyku z retabulum ustawianym na predelli.
- w okresie renesansu występowały ołtarze baldachimowe albo z nastawą ołtarzową rozbudowane do jedno- lub dwukondygnacyjnej kompozycji rzeźbiarskiej wokół obrazu bądź rzeźby umieszczonej pośrodku. Ten typ ołtarza podlegając zmianom stylistycznym przetrwał do XX wieku.

Po Soborze Watykańskim II pojawiła się tendencja przywrócenia ołtarzom formy stołu; w nowo budowanych kościołach ołtarz jest zazwyczaj odsunięty od ściany, w starszych zaś kapłan celebruje nie na ołtarzu murowanym, lecz na przenośnym („posoborowym”). Warto też zauważyć, że po Soborze Watykańskim II kapłani prawie zawsze sprawują liturgię eucharystyczną twarzą do wiernych (versus populum). Wbrew obiegowym opiniom nie jest to regulowane rubrykami. Przepisy posoborowe określają sytuacje, kiedy kapłan ma odwrócić się do ludu w przypadku mszy versus Deum. W razie konieczności kapłan może sprawować mszę poza kościołem, na odpowiednim stole nakrytym obrusem.

### Ołtarz w tradycji bizantyjskiej
W wierzeniach Słowian znany był pod określeniem żertwiennik, skąd termin ten przeszedł do liturgiki prawosławnej i niektórych katolickich kościołów wschodnich. Obecnie jednak ołtarz w świątyni obrządku wschodniego określa się słowem „tron” lub „Święty Stół” (cs. prestoł gr. Αγία Τράπεζα). Natomiast nazwa żertwiennik oznacza niewielki stół znajdujący się w prezbiterium po lewej stronie, służący do przygotowywania darów eucharystycznych – chleba i wina.
Ołtarz w cerkwi znajduje się w środku prezbiterium oddzielonego od reszty świątyni ikonostasem. Ma on formę kwadratowej, drewnianej, murowanej lub kamiennej mensy przykrytej antyminsem (jedwabna chusta z obrazem składanego do grobu Chrystusa, w którą wszyte są relikwie) i trzema tkaninami (biała narzuta; błyszcząca, jasna tkanina; wierzchnia narzuta), na której znajdują się ponadto Pismo Święte, krzyż, siedmioramienny świecznik (siemiswiecznik), szkatułka chrzcielna, daronosnica przeznaczona do roznoszenia Eucharystii chorym oraz tabernakulum (darochranitielnica).
W tradycji prawosławnej ołtarz jest darzony tak wielką czcią, że stawać przed nim i dotykać go może tylko kapłan, biskup i diakon. Boską Liturgię można sprawować jedynie na ołtarzu lub antyminsie poświęconych przez biskupa.
W architekturze cerkiewnej nazwą „ołtarz” (cs. ałtar’  gr. ἰερòν Βῆμα) (odpowiednik prezbiterium) określa się wschodnią część świątyni, przeznaczoną dla duchowieństwa i oddzieloną od nawy ikonostasem.